# 蟠渓道路
蟠渓道路（ばんけいどうろ）は、北海道伊達市大滝区北湯沢温泉町から有珠郡壮瞥町上久保内までの国道453号の改良事業である。

## 概要
当道路付近には防災上の災害危険箇所や事前通行規制区間、急カーブ箇所、急勾配区間が多数存在しており、当事業はこれら落石、土砂崩落等の通行規制区間や危険箇所および現道の隘路区間の解消を図り、道路の安全な通行の確保を目的とした延長5.4 kmの事業である。大部分は1986年（昭和61年）に廃線となった国鉄 胆振線跡を転用している。
当事業の整備により道路交通の安全性や走行性の向上、有珠山噴火時の緊急輸送ルートの強化、広域的な周遊観光の活性化を支援するなどの効果が期待されている。
現在は、全体延長5.4 kmのうち、3.2 kmが開通しており、残りの事業中区間2.2 kmは2025年（令和7年）度に開通予定である。

### 路線データ
- 起点 : 北海道伊達市大滝区北湯沢温泉町[2]
- 終点 : 北海道有珠郡壮瞥町上久保内[2]
- 延長 : 5.4 km[2]
- 道路規格 : 第3種第2級[2]
- 道路幅員 : 9.0 m[2]
- 車線数 : 2車線[2]
- 車線幅員 : 3.25 m[2]
- 設計速度 : 60 km/h[2]

## 沿革
- 2001年（平成13年）度 : 事業化[2]。
- 2016年（平成28年）2月27日 : 伊達市大滝区北湯沢温泉町 - 有珠郡壮瞥町蟠渓 (2.5 km) が開通[2]。
- 2022年（令和4年）3月18日 : 有珠郡壮瞥町蟠渓 (0.7 km) が開通[1][5][3]。
- 2025年（令和7年）度 : 有珠郡壮瞥町蟠渓 - 同町上久保内 (2.2 km) が開通により、全線開通予定[4][5]。